# مقاطعة كنغان

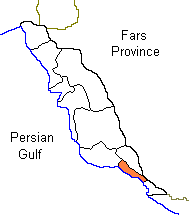
مقاطعة کنغان في محافظة بوشهر

مقاطعة کنغان (بالفارسية: شهرستان کنگان) هي إحدى مقاطعات محافظة بوشهر الإيرانية. مركز المقاطعة هو مدينة بندر كنغان. يبلغ عدد السكان حوالي 41,000 نسمة، من الفرس و العرب ایضا ويتكلمون بلغة الفارسية والعربية.